# Pysmenne
Pysmenne (en ukrainien : Письменне) ou Pysmennoïe (en russe : Письменное) est une commune urbaine de l'oblast de Dnipropetrovsk, en Ukraine. Sa population s'élevait à 1 147 habitants en 2022.

## Géographie
Pysmenne est située à 17 km à l'ouest de Vassylkivka, à 67 km au sud-ouest de Dnipro et à 457 km au sud-est de Kiev.

## Histoire
En 1884, une gare ferroviaire est construite à Pysmenne, dont le nom provient des anciens propriétaires, descendants d'un officier qui les avait reçues de Catherine II, après la victoire sur la Sitch zaporogue. En 1886, un colon allemand, Kilman fit bâtir dix maisons près de la gare, point de départ du village de Kilmanstal. En 1946, le nom du village redevint Pysmenne. Il accéda au statut de commune ukraine en 1957.

## Population
Recensements (*) ou estimations de la population :
| 1959* | 1970* | 1979* | 1989* | 2001* |
| ----- | ----- | ----- | ----- | ----- |
| 3 961 | 1 712 | 1 621 | 1 502 | 1 300 |

| 2009  | 2010  | 2011  | 2012  | 2013  |
| ----- | ----- | ----- | ----- | ----- |
| 1 284 | 1 279 | 1 276 | 1 281 | 1 268 |